# Кипарски олимпијски комитет
Кипарски олимпијски комитет (грч. Κυπριακή Ολυμπιακή Επιτροπή) је национални олимпијски комитет Републике Кипар. Одговоран је за промовисање Олимпијских идеала на острву и осигурава учешће кипарских спортиста на олимпијским играма и осталим мањим спортским догађајима. Чланови Комитета су 31 спортска савеза, који бирају Извршни одбор у саставу председника и дванаест чланова. Седиште му је у Строволосу, предграђу Никозије.
Кипарски олимпијски комитет је организовао два пута Игре малих земаља Европе, 1989. и 2009. године.

## Историја
Кипарски олимпијски комитет основан је 10. јуна 1974. године и постао је члан Међународног олимпијског комитета 1979. године. Пре тога, кипарски спортисти су представљали Грчку на међународним спортским догађајима. Међу најпознатијим Кипранима који су представљали Грчку су Јоанис Франгудис (троструки освајач медаље у стрељаштву на Олимпијским Играма 1896. у Атини), бициклиста Аристидис Константинидис (освајач златне медаље у Атини 1896), атлетичар Ставрос Циорцис (седми у трци на 400 м са препонама на Олимпијским Играма 1972. у Минхену) и стрелац Лакис Георгиу Псимолофитис (8. у пуцању на летеће мете у Минхену 1972).
Кипар је званично први пут учествовао на Зимским Олимпијским играма 1980. у Лејк Плесиду у Сједињеним Државама, док је дебитовање Кипра на Летњим олимпијским играма дошло шест месеци касније у Москви. Од тада, Кипар је учествовао на свим Летњим и Зимским олимпијским играма, као и на другим спортским догађајима на континенталном и светском нивоу.

## Председници
| Председник             | Период      |
| ---------------------- | ----------- |
| Стелиос Гаранис        | 1974 – 1976 |
| Деметракис Деметриадес | 1976 – 1984 |
| Кикис Н. Лазаридес     | 1984 – 2008 |
| Ураниос Јоанидес       | 2008 – 2016 |
| Динос Михаелидес       | 2016 – 2020 |
| Јоргос Хрисостому      | 2020 –      |

## Извршни одбор
Извршни одбор за циклус 2020-2024 чине:
- Председник: Јоргос Хрисостому
- Потпредседник: Јотис Јоанидес
- Генерални секретар: Андреас Георгиу
- Благајник: Александрос Христофору
- Чланови: Андреас Теофилакту, Сотос Трикомитис, Павлос Георгијадес, Јоргос Апостолу, Димитрис Леонтис, Јоргос Папаниколау, Одисеас Пацалидес

## Савези
| Савез                        | Летње или Зимске | Седиште                   |
| ---------------------------- | ---------------- | ------------------------- |
| Атлетски савез Кипра         | Летње            | Олимпијска кућа, Никозија |
| Бадминтон савез Кипра        | Летње            | Олимпијска кућа, Никозија |
| Бициклистички савез Кипра    | Летње            | Олимпијска кућа, Никозија |
| Боксерски савез Кипра        | Летње            | Олимпијска кућа, Никозија |
| Веслачки савез Кипра         | Летње            | Лимасол                   |
| Гимнастички савез Кипра      | Летње            | Олимпијска кућа, Никозија |
| Голф савез Кипра             | Летње            | Олимпијска кућа, Никозија |
| Једриличарски савез Кипра    | Летње            | Лимасол                   |
| Кајакашки савез Кипра        | Летње            | Олимпијска кућа, Никозија |
| Карате савез Кипра           | Летње            | Олимпијска кућа, Никозија |
| Клизачки савез Кипра         | Зимске           | Никозија                  |
| Коњички савез Кипра          | Летње            | Никозија                  |
| Кошаркашки савез Кипра       | Летње            | Олимпијска кућа, Никозија |
| Мачевачки савез Кипра        | Летње            | Олимпијска кућа, Никозија |
| Одбојкашки савез Кипра       | Летње            | Олимпијска кућа, Никозија |
| Пливачки савез Кипра         | Летње            | Олимпијска кућа, Никозија |
| Рагби савез Кипра            | Летње            | Олимпијска кућа, Никозија |
| Рвачки савез Кипра           | Летње            | Олимпијска кућа, Никозија |
| Рукометни савез Кипра        | Летње            | Олимпијска кућа, Никозија |
| Савез за дизање тегова Кипра | Летње            | Олимпијска кућа, Никозија |
| Савез Кипра за петобој       | Летње            | Олимпијска кућа, Никозија |
| Скијашки савез Кипра         | Зимске           | Олимпијска кућа, Никозија |
| Стонотениски савез Кипра     | Летње            | Олимпијска кућа, Никозија |
| Стреличарски савез Кипра     | Летње            | Олимпијска кућа, Никозија |
| Стрељачки савез Кипра        | Летње            | Олимпијска кућа, Никозија |
| Теквондо савез Кипра         | Летње            | Олимпијска кућа, Никозија |
| Тениски савез Кипра          | Летње            | Олимпијска кућа, Никозија |
| Триатлон савез Кипра         | Летње            | Никозија                  |
| Фудбалски савез Кипра        | Летње            | Егноми, Никозија          |
| Хокеј савез Кипра            | Летње            | Никозија                  |
| Џудо савез Кипра             | Летње            | Олимпијска кућа, Никозија |

## Олимпијска кућа и музеј
Олимпијска кућа, седиште Олимпијског комитета Кипра, отворена је 16. септембра 2006. на церемонији којој је присуствовао тадашњи председник Републике Кипар Тасос Пападопулос и председник МОК-а Жак Рог. Троспратни објекат је седиште скоро свих спортских федерација на острву, укључујући и спортове који нису на олимпијском распореду. Олимпијска кућа покрива површину од 7500 m² и кошта 5,63 милиона кипарских фунти. Олимпијска кућа такође има Олимпијски музеј, који се од 2012. године простире на сва три спрата зграде. У Олимпијском музеју је изложено више од 400 артефаката, укључујући и одело које је носио Павлос Контидес на Олимпијским играма 2012. у Лондону, медаљу коју је маратонац Теофанис Теодоту освојио на Запас Олимпијади 1888. године и спортску опрему победника Бостонског маратона Стилијаноса Киријакидеса 1946. године.